# Klaus Doldinger
Klaus Doldinger (Berlijn, 12 mei 1936) is een Duitse saxofonist en componist. Hij componeerde onder meer de soundtrack van de films Das Boot en The NeverEnding Story, van de Duitse misdaadserie Tatort en oorwurmen voor reclames zoals "Frau Antje bringt Käse aus Holland". Doldinger begon in 1971 de band Passport. 